# UC-28号潜艇
陛下之UC-28号艇是德意志帝国海军于第一次世界大战期间建造的其中一艘UC-II型近岸布雷潜艇或称U艇。它由汉堡的伏尔铿船厂承建，于1916年7月8日新船下水，至同年8月9日交付使用。其全长49.45米，水面及水下排水量分别为400吨和480吨，艇载武器则包括三具鱼雷发射管、六具水雷滑射槽以及一门88毫米口径甲板炮。UC-28号入役后即被移交训练区舰队，供潜艇学校作训练艇使用。它因此未参与任何实战，亦无取得任何战功。战后，根据对德停战协定的要求，UC-28号于1919年2月12日被引渡至英国哈维奇正式投降，后移交法国拆解报废。

## 设计
1915年秋天，由于中立国美国的干预，U艇战几乎陷入停顿，导致德国广泛开展《国际法》所允许的水雷战，从而使布雷潜艇的需求量相应增加。德意志帝国海军潜艇监察局（Inspektion des U-Bootwesens）的开发部门留意到了这一点，遂以UB-II型为基础，按照兼顾布雷效率和生产速度的要求，以41号工程的名义设计了UC-II型潜艇。为了弥补前型UC-I型的缺陷，UC-II型艇不仅更大，而且采用双轴推进系统。然而，与前型最主要的区别在于，UC-II型艇重新运用了双壳体结构。但它并非纯粹的双体潜艇，而是一种中间过渡型；因为外层没有封闭耐压壳体，而是作为鞍形水柜附在上方。
UC-28号是64艘UC-II型方案的其中一艘。这个亚型的艇体结构与UB-II型类似，但体积更大，全长为49.45米，并有3.68米的吃水深度；由于不再考虑铁路运输的装载限界，舷宽也得以增至5.22米。其水上和水下排水量分别为400吨和480吨。艇只采用两台戴姆勒六缸四冲程500匹公制馬力（370千瓦特）柴油机用于水面运行，以及两台460匹公制馬力（340千瓦特）的西门子-舒克特电动发电机用于水下航行；水面最高航速11.6節（21.5每小時），水下6.6節（12.2每小時）；能够在水面以7節（13每小時）航速续航9,260海里（17,150），或以4節（7.4每小時）连续在水下航行53海里（98）而无需充电。其潜没需时约为48秒，能够在50米的深度下运作。
作为布雷潜艇，UC-28号改将六具布雷滑射槽安装在艇体前部，每具储存井内的水雷数量增至3枚，即合共18枚UC200型水雷。布雷时只需将存储井底部的盖板打开，水雷便可凭借自身重量滑入水中。随着滑射槽长度增加，艇体艏楼的上层建筑被抬高，上层建筑与司令塔之间的凹陷处布置了一门88毫米30倍径速射炮作为甲板炮。但由于位置相对较低，火炮甲板在恶劣海况下很容易被涌浪淹没。此外，UC-28号还装备有三具500毫米鱼雷发射管，这极大提升了潜艇的攻击能力。其中艇艏两具外置在两侧、艇艉一具则为内置式，并可搭载合共7枚G6型鱼雷。其标准船员编制为3名军官及23名水兵。

## 历史
UC-28号是汉堡伏尔铿船厂承建的首批（UC-25至UC-33号）UC-II型潜艇的四号艇，由国家海军办公室于1915年8月29日订购，建造编号为67。它于1916年7月8日新船下水，至同年8月6日正式入役，随即展开海试。其唯一一任艇长是曾指挥UB-34号的海军中尉特奥多尔·舒尔茨。随后，该艇被编入训练区舰队，主要供潜艇学校在波罗的海西部作训练艇使用。它因此未参与任何实战，亦无取得任何战功。战后，根据对德停战协定的要求，UC-28号于1919年2月12日被引渡至英国哈维奇正式投降，后移交法国拆解报废。

## 脚注
1. 1 2 3  Helgason, Guðmundur. . German and Austrian U-boats of World War I - Kaiserliche Marine - Uboat.net.   [2009-02-22].
2. ↑  Tarrant，第173頁.
3. 1 2 3  Gröner 1991，第31-32頁.
4. 1 2  Helgason, Guðmundur. . German and Austrian U-boats of World War I - Kaiserliche Marine - Uboat.net.   [2015-03-04].
5. ↑  陈进，第48頁.
6. ↑  陈进，第46頁.
7. ↑  NARS，第103頁.